# Jordi Roca Mas
Jordi Roca Mas (Tarragona, 1970) es un político español que sirvió como diputado al Congreso de los Diputados entre la XI y XII legislaturas. Durante esta última, Roca presidió la Comisión Mixta de Control Parlamentario de la Corporación RTVE y sus Sociedades. Anteriormente fue diputado en el Parlamento de Cataluña en la IX y X legislaturas.

## Biografía
Militante del PP, fue elegido concejal del ayuntamiento de Tarragona en las elecciones municipales españolas de 2007, que repitió en las elecciones de 2011 y 2015, llegando a portavoz adjunto del PP en el Consistorio.
En 2011 sustituyó en su escaño a Juan Bertomeu, elegido diputado en las elecciones al Parlamento de Cataluña de 2010. Esto le permitió ganar posiciones dentro del partido y fue elegido diputado en las elecciones al Parlamento de Cataluña de 2012. Ha sido vicepresidente de la mesa de la Comisión de Políticas de Juventud y portavoz del grupo parlamentario popular en la Comisión de la Sindicatura de Cuentas. Después fue elegido diputado del PP por Tarragona en las elecciones generales españolas de 2015 y del 2016.